# 18524 Tagatoshihiro
18524 Tagatoshihiro este o planetă minoră (asteroid), cu un diametru de 4,562 km, din centura de asteroizi. A fost descoperită pe 6 noiembrie 1996 la Kitami de Kin Endate. 
Obiectul prezintă o orbită caracterizată de o semiaxă mare de 2,4859271 UAi, o excentricitate de 0,07, o înclinație de 5,50311 ° în raport cu ecliptica.